# Edison Lobão
Ne doit pas être confondu avec Demerval Lobão.
Edison Barjona Lobão, né le 5 décembre 1936 à Mirador (Maranhão), est un homme politique brésilien.
Il est gouverneur du Maranhão de 1991 à 1994 et ministre brésilien des Mines et de l'Énergie de 2008 à 2010 et de 2011 à 2015. Il est aussi sénateur de 1987 à 1991, et de 1995 à 2019.